# Kazuo Chiba

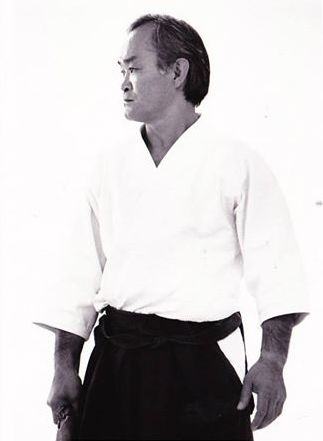
Kazuo Chiba

Kazuo Chiba (jap. 千葉和男, Chiba Kazuo, * 5. Februar 1940 in Tokio; † 5. Juni 2015) war ein Aikidō-Lehrer aus Japan und direkter Schüler von Ueshiba Morihei.
Er war Träger des 8. Dan der Aikidō-Organisation Aikikai.
Des Weiteren war er der Gründer der Aikido-Organisation Birankai, des Aikikai of Great Britain und des Dōjō San Diego Aikikai in San Diego. Sein Stil gilt als sehr direkt und schnörkellos. T K. Chiba legte großen Wert darauf, die Wurzeln des Budo nicht aus den Augen zu verlieren. Seine engen und langjährigen Schüler begaben sich in ein intensives und umfassendes Training, wodurch sein Aikido von Außenstehenden manchmal als relativ „hart“ oder sogar „grob“ interpretiert wurde. Viel Wert wurde auch auf das Training mit den im Aikido üblichen Waffen (Jō, Bokken und Tantō) gelegt. Schülern, die sich zu lehrenden Aikidokas entwickeln wollten, legte T. K. Chiba zusätzlich das Praktizieren von Iaido und Zen-Meditation nahe. 

## Biografie
T. K. Chiba wurde am 5. Februar 1940 in Tokio geboren. Im Alter von 14 Jahren begann er Judo zu trainieren, im Alter von 16 Jahren Shōtōkan-Karate.
Damit unzufrieden suchte er nach einer anderen Kampfkunst.
1958 hörte er von Aikidō und lebte daraufhin sieben Jahre als Uchi-Deshi bei Ueshiba Morihei, dem Begründer des Aikidō, im Hombu-Dōjō, zeitgleich mit anderen bekannten Aikidōka wie Yoshimitsu Yamada und Mitsunari Kanai. Er beschäftigte sich in dieser Zeit auch mit Iaidō. 1960 erwarb Chiba Sensei den 3. Dan, und wurde nach Nagoya geschickt, um dort eine Außenstelle des Dōjō zu gründen und zu unterrichten. 1962 erhielt er den 4. Dan und fing als Lehrer am Hombu-Dōjō an. In den nächsten drei Jahren unterrichtete er an vielen nahe gelegenen Universitäten und beendete sein Training als Uchi-Deshi, womit er auch den 5. Dan erhielt.
1966 zog Chiba nach Sunderland in England. Dort schuf er den Aikikai of Great Britain, welcher später in British Aikido Federation umbenannt wurde.
1970 erhielt er den Titel Shihan (bedeutet so viel wie „Lehrer der Lehrer“) und den 6. Dan. 1975 kehrte er nach Japan zurück, um als Geschäftsführer im International Department des Hombu-Dōjō zu arbeiten. Außerdem studierte er zu dieser Zeit Zen-Meditation in der Präfektur Shizuoka und war aktiv an der Gründung der International Aikido Federation beteiligt.
1981 kam er einer Einladung der United States Aikido Federation (angegliedert an Hombu-Dōjō) nach und zog nach San Diego in Kalifornien. Dort entstand unter seiner Leitung das San Diego Aikikai.
Chiba Sensei gründete Birankai 2001 während eines Aikidōlehrgangs in Labaroche (Frankreich), um seinen über den gesamten Globus verteilten Schülern eine gemeinsame Organisation zur Unterstützung ihres Trainings und ihrer Entwicklung zu bieten.
Er war Vorsitzender des Lehrausschusses von Birankai International, überwachte die Aktivitäten der United States Aikido Federation, Western Division und Leiter des San Diego Aikikai.
Seit ca. 2008 konzentrierte sich T. K. Chiba vor allem auf den kontinuierlichen Wissenstransfer im Aikido. Seine Lehrtätigkeiten verlagerten sich vermehrt in internationale Seminare mit starker Einbindung seiner engsten Schüler und Lehrer.